# Шрётер, Логин Людвигович
Ло́гин Лю́двигович Шрётер (1908—1988) — советский архитектор.

## Биография
Родился 10 (23) марта 1908 года. Был крещён 17 марта. В метрической записи о рождении было указаны родители: архитектор-художник Людвиг Людвигович Шрётер и жена его Екатерина Леонтьевна — он лютеранского вероисповедания, она православная, от первого обоих брака. Восприемниками указаны: потомственный дворянин Владимир Александрович Фролов и жена профессора архитектуры Мария Александровна Бенуа.
После ранней смерти отца в 1911 году, опеку над осиротевшей семьей взяли на себя родители Екатерины Леонтьевны. Традиции и художественная атмосфера семьи деда Леонтия Николаевича Бенуа сильно повлияли на формирование характеров его внуков. Семья Бенуа традиционно отдавала своих сыновей в школу Карла Мая, но революционные катаклизмы нарушили нормальное течение жизни и, уже в бывшую школу К. Мая в 1923 году был отдан только Логин. Окончив школу № 217 в 1925 году он поступил в Государственный художественно-промышленный техникум. В 1929—1930 годах работал чертежником в мастерской гражданского инженера П. И. Сидорова, затем был призван в армию и, вернувшись, в 1932 году поступил в Институт живописи, скульптуры и архитектуры, через год ставший называться ЛИЖСА. После окончания в 1937 году с отличием архитектурного факультета института начал работать в тресте Ленпроект.
В ноябре 1939 года после скоропостижной смерти дочери и свекрови уехал в Ташкент, где им были разработаны проекты жилых домов, а также проект реконструкции площади и рынка Беш-Агач. Летом 1940 года вернулся в Ленинград, снова — в Ленпроект.
Всю войну, с июля 1941 по 1946 год, Л. Л. Шрётер служил на Балтийском флоте. Был награждён орденами: Отечественной войны I-й и II-й степени, Красной Звезды; медалями: «За оборону Ленинграда», «За победу над Германией в Великой Отечественной войне 1941–1945 гг.», «За отвагу».
Сразу после демобилизации поступил на работу в Леноблпроект и одновременно преподавал на архитектурном факультете ЛИЖСА.
По проектам Л. Л. Шрётера в Ленинграде было построено более сорока зданий различного назначения, среди которых комплексы на площади Мужества и Светлановской площади, на пространстве между проспектами вторым Муринским и Мориса Тореза, освоение территории севернее Муринского ручья. Впервые в истории метро им был спроектирован уникальный односводчатый подземный зал станции Площадь Мужества. В 1950–1964 годах руководил реконструкцией здания больницы Всех Скорбящих на проспекте Стачек (д. 158), которое было перестроено под клуб, ныне — Центр культуры и досуга «Кировец».
Умер 1 июня 1988 года.